# Людовик I Савойский (сеньор де Во)
Луи Савойский (Луи I де Во) (Louis de Savoie, Louis Ier de Vaud) (1254—1302) — первый барон Во (с 1285).
Третий из 4 детей князя Пьемонта Томаса II и его второй жены Беатриче Фиески.
По завещанию дяди -графа Савойи Филиппа I, в 1285 г. унаследовал баронию Во и сеньории Мудон, Ромон, Рю, Контре, Сайлон, Нион и Обон. Однако часть земель баронии к тому времени завоевал король Рудольф Габсбург, и Луи потребовал от брата - Амадея V Савойского более справедливого раздела наследства дяди, и в следующем году получил 1500 ливров ренты и фьефы Монтрё, Фетерн, Эвиан, Алленж, Тонон и Тур-де-Пейл.
В 1291 году после смерти Рудольфа Габсбурга помог брату отвоевать ранее принадлежавшие Филиппу Савойскому сеньории Мора, Гюминан, Лопен и Фрибур (возвращены Альбрехту Габсбургу в 1298).
В 1293 году Амадей и Луи Савойские конфисковали владения сира де Пранжена, отказавшегося принести оммаж. При этом граф Савойи получил Нион, барон Во — Пранжен, Бьёле, Мон и Гранкур.
В начале 1298 года войско барона Во и его союзников вторглись на территорию кантона Берн, но в битве при Доннербюле 3 марта потерпело поражение. После этого против Луи Савойского восстали его вассалы, заручившиеся поддержкой епископа Лозанны. Началась феодальная война, потом при посредничестве Амадея V Савойского был заключен мир, согласно которому барон Во обязался соблюдать привилегии вассалов и горожан и соглашался выплатить епископу 1300 ливров в возмещение нанесённого ущерба.
Луи де Во чеканил серебряные денье в Нионе.
Первая жена — Аделина де Лоррен (1251- не позднее 1278), дочь герцога Лотарингии Матьё II.
Вторая жена (1278) — Жанна де Монфор (1255/60-1300), вдова графа Ги VI де Форе, дочь Филиппа II де Монфор-л’Амори, сеньора де Кастр.
Третья жена (брачный контракт от 1 мая 1301) — Изабелла д’Онэ (ум. 1341), вдова Балдоне ди Семинара и Роберта Сориака.
Дети (старшая дочь от первой жены, остальные дети — от второй):
- Лора (1276—1334)
- Изабелла (ум. 1289/90)
- Маргарита (ум. 1313 или 1323), жена Жана де Салена, сеньора де Виньори, и Симона фон Саарбрюкена
- Жанна (ум. 1360), жена Гийома де Жуанвиля, сеньора де Же
- Луи II (около 1290 — 1349), барон Во
- Пьер (погиб в бою в Риме 21 марта 1312)
- Беатрикс (ум. 1356), жена Жофруа I сеньора де Клермона
- Элеонора (ум. 1334), жена Родольфа V графа де Невшатель
- Катерина (ум. 1305)
- Бланш (ум. 1323), жена Пьера II де Грансона, сеньора де Бельмон
- Гильом, сеньор де Бьёле.